# Royal Jersey Agricultural and Horticultural Society

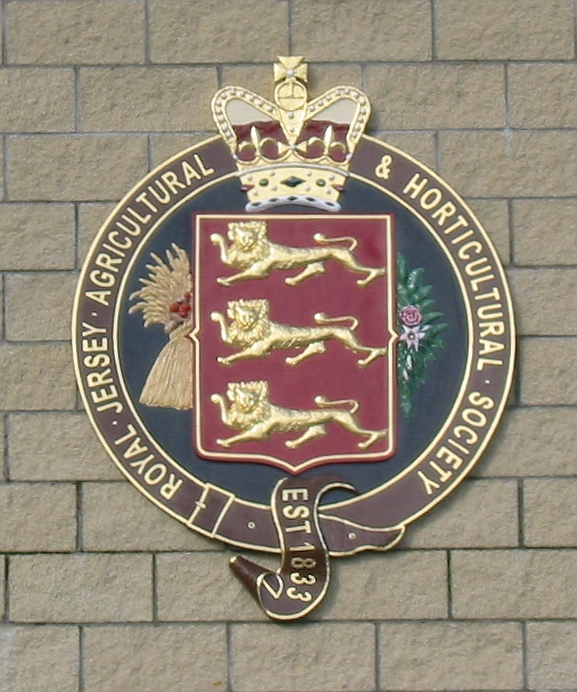
Armoiries de la Société.

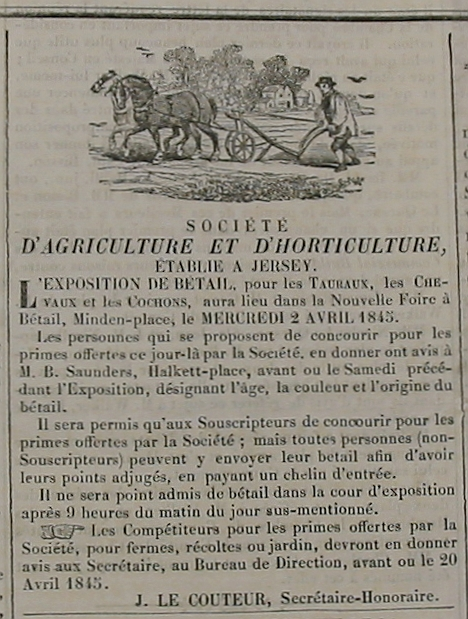
Exposition et foire (1845).

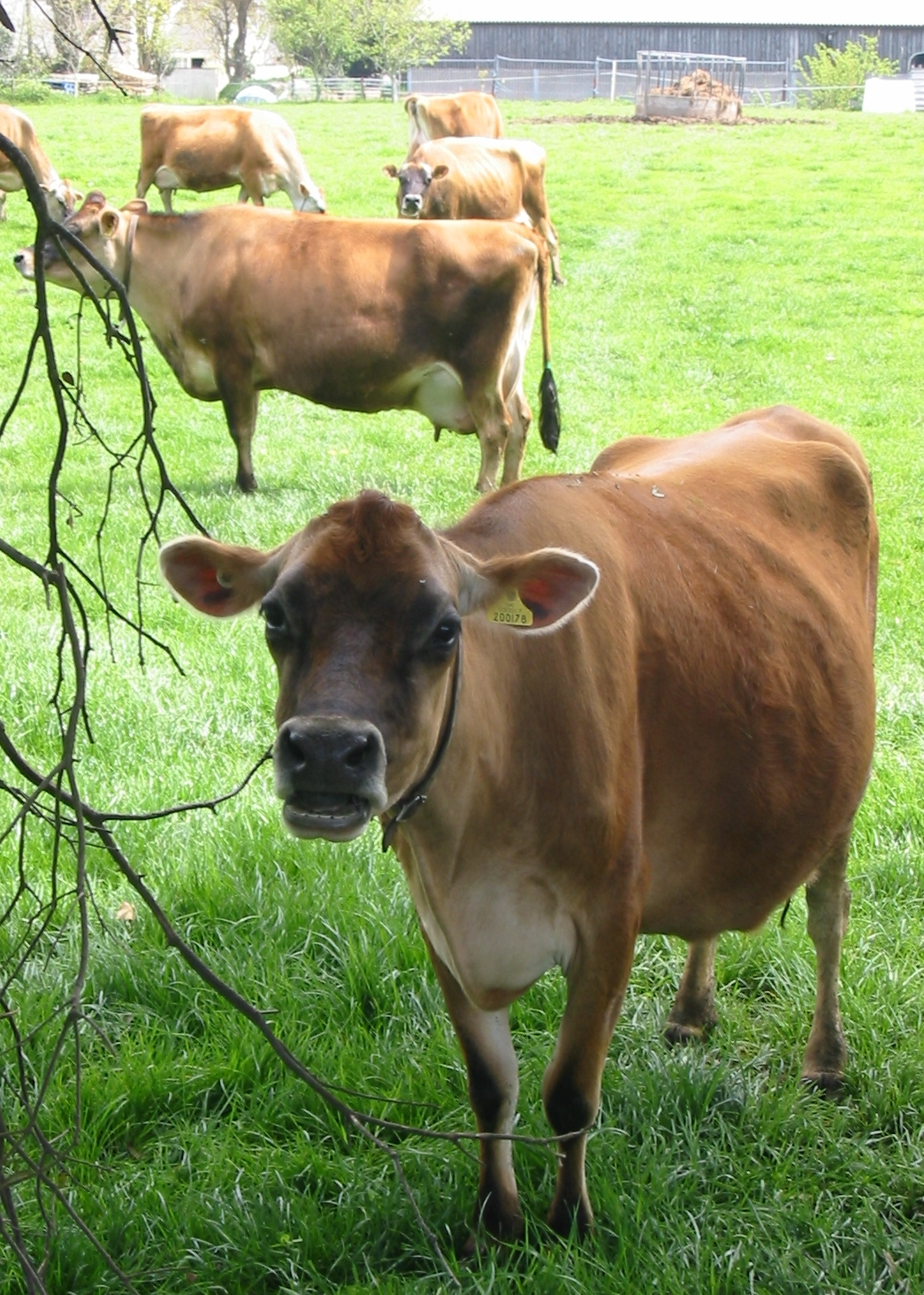
Vaches jersiaises.

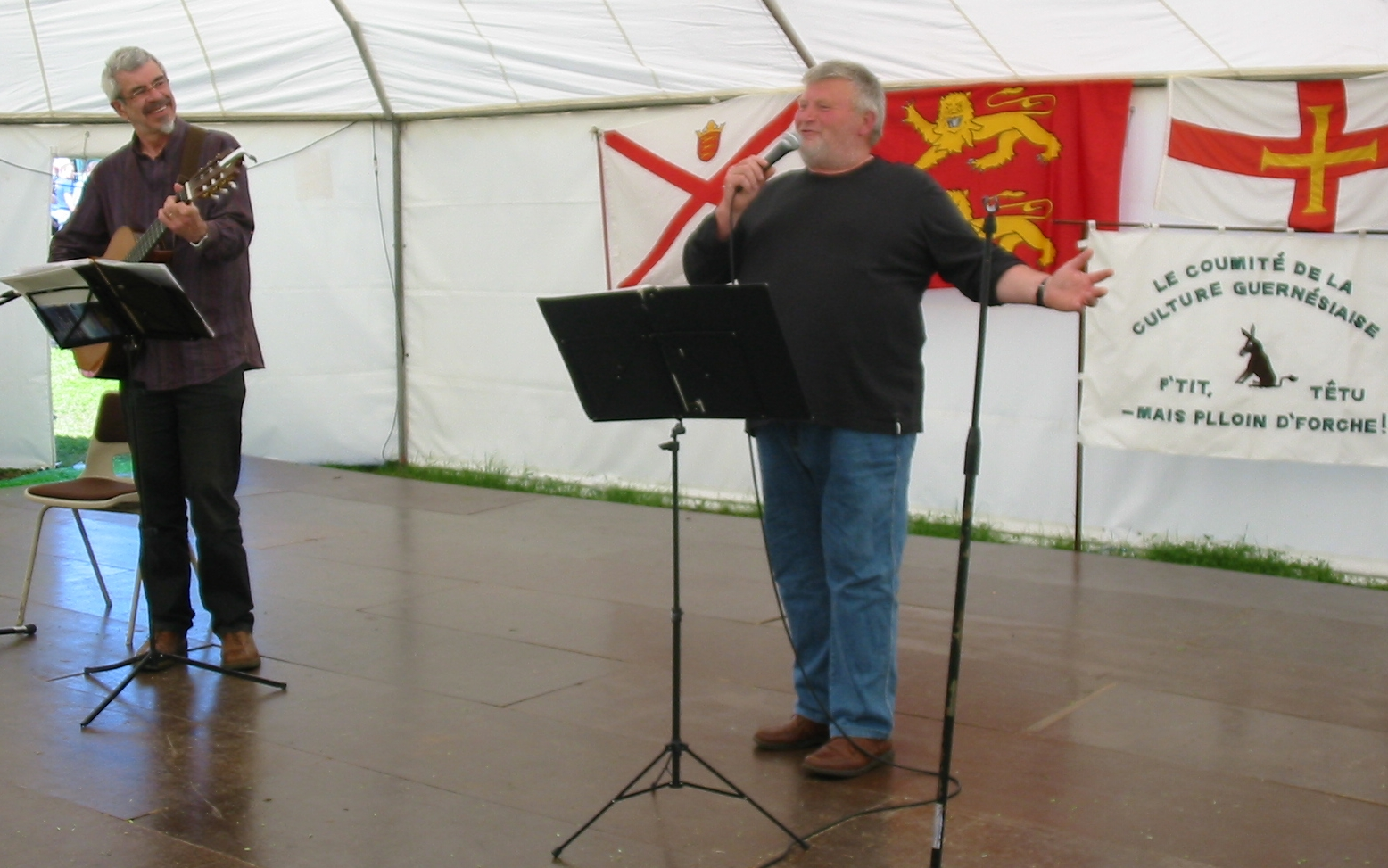
La fête des Rouaisouns.

La Royal Jersey Agricultural and Horticultural Society (en français : Société royale agricole et horticole de Jersey) est une association rurale créée en 1833 sur l'île de Jersey, afin de promouvoir et développer l'agriculture et l'horticulture sur l'île Anglo-Normande. 

## Historique
La Royal Jersey Agricultural and Horticultural Society a été créée, le 26 août 1833, pour encourager le développement de l’Agriculture et de l’Horticulture. Elle a exercé et accompli encore, une influence importante tant par l’émulation qu’elle a créée que par l’instruction qu’elle a donnée aux agriculteurs et horticulteurs de cette île. 
Dès 1837, la reine Victoria, lui accorde son patronage.
En 1865, le poète de langue jersiaise, Augustus Asplet Le Gros, devint secrétaire de la Société agricole et horticole de Jersey.
En septembre 2000, la Société a déménagé son siège dans de nouveaux bureaux avec l'installation d'un vaste parc d'exposition (showground), dans la paroisse de La Trinité au cœur de l'île. L'ensemble fut inauguré officiellement le 13 juillet 2001, par la Reine d'Angleterre.

## Activités
La société agricole et horticole se compose de deux domaines.
Agriculture
Le département de l'agriculture organise les foires agricoles, offre une gamme de services pour soutenir la modernisation de l'industrie laitière et gère l'évolution de la race bovine Jersiaise.  
Horticulure
Le département d'horticulture est principalement concerné par la promotion de l'horticulture à travers des conférences, des spectacles, des compétitions et concours entre jardins et des conseils généraux.

## Fêtes et spectacles
- Fête des Rouaisouns
- Festival Jersey Live